# Schwarzflügelkiebitz
Der Schwarzflügelkiebitz (Vanellus melanopterus) ist ein Watvogel in der Familie der Regenpfeifer (Charadriidae).
Er kommt in Äthiopien, Südafrika und Tansania vor. Er ist in Äthiopien sesshaft.
Der Lebensraum umfasst Hochebenen und hoch gelegenes Grasland, Berghänge und trockene Savannen oberhalb von 1300 m. Der Schwarzflügelkiebitz zieht im Winter in niedrigere Höhenlagen.
Der Artzusatz kommt von altgriechisch μέλας, μέλαν- melas, melan-, deutsch ‚schwarz, dunkel‘ und altgriechisch πτερος (pteros), deutsch ‚Flügel‘.

## Merkmale
Diese Art ist 26 bis 28 cm groß und wiegt zwischen 150 und 214 g. Sie ähnelt dem Weißkehlkiebitz (Vanellus lugubris) sehr, ist allerdings größer und massiger, hat kürzere und stämmigere Beine, mehr Weiß auf der Stirn fast bis an die Augen reichend, einen rötlichen Augenring, rote Beine und einen breiteren schwarzen Unterbruststreifen. Die Oberseite schimmert bronze- bis purpurfarben, nicht grau. Die Unterseite ist weiß. Im Fluge sieht man auf der Flügeloberseite ein diagonal verlaufendes weißes Band, die Armschwingen haben einen schwarzen Hinterrand. Die Geschlechter unterscheiden sich kaum, das Weibchen hat ein schmaleres Brustband und weniger Weiß an der Stirn. Jungvögel sind brauner.

## Geografische Variation
Es werden folgende Unterarten anerkannt:
- V. m. melanopterus (Cretschmar, 1829), Nominatform – äußerster Süden des Sudan, Eritrea und Äthiopien
- V. m. minor (Zedlitz, 1908), – Kenia, Tansania und die Küste Südafrikas, besiedelt auch geringere Höhen.

## Stimme
Der Ruf wird als schrilles pfeifendes „ti-tiree“ oder „ki-ki-ki-ki-krrrrrrri“ beschrieben.

## Lebensweise
Die Nahrung besteht aus Weichtieren, Würmern und Insekten, Termiten, manchmal auch aus kleinen Fischen, die gerne in der Nähe von Säugetieren gesucht werden durch raschen Rennen, Stehenbleiben und gezieltes Picken.
Die Brutzeit liegt zwischen März und Juli in Äthiopien, zwischen Juli und Oktober in Südafrika, ansonsten abhängig von der Regenzeit die feuchtesten Monate auslassend. Die Art lebt monogam und ist ortstreu. Sie brütet auf sehr kurzem Gras oder nacktem Untergrund, das Nest ist eine flache Vertiefung, das Gelege besteht aus 1 bis 4 blass oliv-braunen Eiern mit schwarz-braunen Flecken. Beide Elternvögel brüten über 27 bis 28 Tage.

## Gefährdungssituation
Die Art gilt als nicht gefährdet (Least Concern).